# Зверобой прямостоящий
Зверобо́й прямостоя́щий (лат. Hypericum erectum) — многолетнее травянистое растение, вид рода Зверобой (Hypericum olympicum) семейства Зверобойных (Hypericaceae).

## Ботаническое описание
Травянистое растение, голое. Стебли прямые, высотой 25—70 см, большей частью имеют пурпурный цвет, простые либо ветвистые в верхней части.
Листья ланцетной формы, длиной 1,5—4,5 см и шириной 0,5—2,2 см, расположены напротив друг друга, сидячие, островатые, края цельные. На поверхности листьев и на краях расположены точечные желёзки чёрного цвета.
Цветки, как правило, многочисленные (в очень редких случаях встречаются одиночные), длиной 3—10 (иногда до 18) см и шириной 3—5,5 см. Соцветие — метёлка. Прицветники линейно-ланцетной или ланцетной формы, длиной 5—6 мм и шириной 0,5—1 мм, острые, края цельные, на них расположены железистые точки чёрного цвета. Чашечка глубоко раздельная, длиной 4,5—5,5 мм. Чашелистники линейно-ланцетной или ланцетной формы, длиной 4—5 мм и шириной 1—1,25 мм, острые, края цельные. В верхней части и по краям чашелистников располагаются чёрные желёзки в виде точек и чёрточек. Лепестки бледно-жёлтого цвета, продолговатой или продолговато-обратнояйцевидной формы, длиной 12—13 мм и шириной 2—3,5 мм, тупые, на поверхности краях расположены чёрные желёзки в виде точек и чёрточек. Тычинки многочисленные, длиной 5—7 мм, собираются в 3 пучка, в каждом из которых по 25—30 (иногда до 40) тычинок. На пыльниках располагаются чёрные точечные желёзки. Число хромосом 2n = 16.
Завязь яйцевидной формы, длиной 2,5 мм. Столбиков 3, они длиннее завязи примерно в 2,5 раза. Коробочка яйцевидной или яйцевидно-продолговатой формы, длиной 4—7 мм и шириной 3,5—4 мм, коричневого цвета, продольно бороздчатая, с железистыми полосками жёлтого цвета. Семена продолговатой или цилиндрической формы, длиной 0,7 мм, с мелкими продольными ячейками. Плод — коробочка. Цветение длится с июня по август. Плодоношение происходит в августе-сентябре.
Вид описан из Японии, города Нагасаки.

## Экология и распространение
Зверобой прямостоящий произрастает на травянистых склонах, в кустарниковых зарослях и сухих лесах. Высота распространения 400—2 300 м.
Распространён в Китае, Японии и Корее.

## Классификация
Вид Зверобой прямостоящий входит в род Зверобой (Hypericum) семейство Зверобойные (Hypericaceae).
|  |                  |  |                     |                          |                          |  | ещё 45 порядков покрытосеменных (согласно Системе APG II) | ещё 45 порядков покрытосеменных (согласно Системе APG II) |                                           |  |  |  | ещё 9 родов        | ещё 9 родов               |  |  |
|  |                  |  |                     |                          |                          |  | ещё 45 порядков покрытосеменных (согласно Системе APG II) | ещё 45 порядков покрытосеменных (согласно Системе APG II) |                                           |  |  |  | ещё 9 родов        | ещё 9 родов               |  |  |
|  |                  |  |                     | отдел Цветковые растения |                          |  |                                                           |                                                           | семейство Зверобойные                     |  |  |  |                    | вид Зверобой прямостоящий |  |  |
|  |                  |  |                     | отдел Цветковые растения |                          |  |                                                           |                                                           | семейство Зверобойные                     |  |  |  |                    | вид Зверобой прямостоящий |  |  |
|  | царство Растения |  |                     |                          | порядок Мальпигиецветные |  |                                                           |                                                           | род Зверобой                              |  |  |  |                    |                           |  |  |
|  | царство Растения |  |                     |                          |                          |  |                                                           |                                                           |                                           |  |  |  |                    |                           |  |  |
|  |                  |  | ещё около 21 отдела | ещё около 21 отдела      |                          |  |                                                           | ещё 36 семейств (согласно Системе APG II)                 | ещё 36 семейств (согласно Системе APG II) |  |  |  | ещё около 60 видов |                           |  |  |
|  |                  |  |                     | ещё около 21 отдела      |                          |  |                                                           |                                                           | ещё 36 семейств (согласно Системе APG II) |  |  |  |                    |                           |  |  |